# 妃
妃（ひ）は、後宮における后妃の身分の一つ。妃子、嬪妃ともいう。
日本の律令制では皇后に次ぐ第2位に位置づけられている。現代日本では転じて天皇以外の男性皇族の配偶者に対して用いられている（皇太子妃・皇太孫妃・親王妃・王妃  ）が、本項目では本来の意味である后妃身分について解説する。

## 概要
「妃」とは元々は「つま（妻）」と同義であったが、中国では後に天子の配偶者への貴称として用いられ、唐の律令制を導入した日本でもこれを採用したと見られている。ただし、天皇の正妃「大后」として律令制以前からの歴史を有する皇后とは違い、妃は後宮職員令に定められた「後宮の職員」の職務として天皇の配偶者の役割を果たすものと考えられており、そのために後宮職員令や『延喜式』などには後宮職員としての待遇規定が存在している。また、『日本後紀』によれば薬子の変の際に、平城上皇に従わなかった妃の朝原内親王・大宅内親王が揃って妃を辞任して上皇の許を去るという出来事も生じている。
後宮職員令には定員2名とされ、四品以上の者すなわち内親王のみに許された身分であったとされている。後宮職員令では内親王としての品位に応じて封禄を賜い、更に春と秋には号禄を賜うものとする。『延喜式』では春と秋に時服を賜うものとする。
古代の妃に関して、正史などによって確実なのは桓武天皇妃酒人内親王（光仁天皇皇女・桓武天皇異母妹）、平城天皇妃朝原内親王及び大宅内親王（ともに桓武天皇皇女・平城天皇異母妹）、嵯峨天皇妃高津内親王（桓武天皇皇女・嵯峨天皇異母妹）、同多治比高子（多治比氏守娘・夫人からの昇格）、醍醐天皇妃為子内親王（光孝天皇皇女・醍醐天皇叔母）であり、他に皇太妃（天皇の母となった妃）として草壁皇子妃阿閇皇女（天智天皇皇女・草壁皇子叔母、ただし皇子は即位せずに死去）、その他の例として大伴親王妃高志内親王（桓武天皇皇女・大伴親王異母妹、ただし妃は親王の立太子・即位前に死去）の例が存在する。また、贈位として藤原旅子（桓武天皇夫人、死去時に贈位）がいる。
臣下出身者の妃は2名いるが、いずれも夫人からの昇格で、藤原旅子の父百川が桓武天皇擁立の功労者であったという特殊事情、多治比高子は真人姓（宣化天皇7代目）の持ち主であり、これも特殊事情と考えられている。従って、残りは内親王となるが、平安時代の妃は結果的には成功しなかったものの、古代以来皇位継承の優先権があるとされた皇族を母とする親王による皇位の直系継承を目指したものと考えられており、また直系継承の傾向に伴って妃となる資格を有した内親王は、結果的に天皇の異母姉妹や叔母に限定されていくことになった。
その一方で妃の存在は、外戚としての政治参加を期待する藤原氏のような貴族にとっては障害となる制度であり、実際に藤原基経の娘穏子の醍醐天皇への入内が為子内親王が妃であることを理由に阻まれたと言われている。為子内親王の死去をきっかけに妃が置かれなくなった（なお円融天皇に入内した尊子内親王が妃であった可能性を指摘する研究者もいる）ことと摂関政治の進展と密接な関係があると考えられている。
その後、鎌倉時代後期頃より再び妃が置かれるようになるが、この時期になると有力な外戚の存在が皇位継承を左右するようになっており、妃そのものの地位は皇后・中宮に次ぐ地位の妃という意味しか持たなくなっていった。
また、妃が設置されなくなると、「妃」という言葉自体は一般男性皇族の配偶者に対する称号として用いられることが行われ、現在の皇室典範にも継承されている。